# Gampong Baro (Pidie)
Gampong Baro is een bestuurslaag in het regentschap Pidie van de provincie Atjeh, Indonesië. Gampong Baro telt 1379 inwoners (volkstelling 2010).